# スプートニクV COVID-19ワクチン
スプートニクV（スプートニク・ブイ、英: Sputnik V、ロシア語: Спутник V）は、ロシア連邦のガマレヤ記念国立疫学・微生物学研究センターが開発したCOVID-19ワクチンである。2020年8月11日にロシア保健省によりGam-COVID-Vac（ロシア語: Гам-КОВИД-Вак, tr. Gam-KOVID-Vak）として登録された。これは、アデノウイルスウイルスベクターワクチンである。2021年2月2日、ロシアの研究者による治験の中間分析結果が『ランセット』誌に発表され、異常な副作用もなく91.6％の有効性が示された。スプートニクVの「V」は英語の「Victory」（勝利）に由来しており、ローマ数字ではない。
Gam-COVID-Vacは、最終的に2020年9月4日に発表された第I-II相試験の予備的な結果に基づき、ロシアでの使用が承認された。8月上旬のGam-COVID-Vacの迅速な承認は、マスメディアの批判を受け、ワクチンの安全性と有効性を確認するしっかりとした科学的研究が行われていない中で、この決定は正当なものであったのかどうか、科学界での議論を引き起こした。
ワクチンの緊急大量配布は、2020年12月にロシア、アルゼンチン、ベラルーシ、ハンガリー、セルビア、アラブ首長国連邦を含む複数の国で開始された。2021年2月の時点で、21カ国がスプートニクVの緊急使用を承認しており、10億用量以上のワクチンが世界中で即時配布されるように発注された。
スプートニクVはロシアによる「ワクチン外交」の手段ともなっている。2021年7月29日時点で承認は69カ国・地域に増えているが、生産・供給の遅れから返金や契約解除を求める動きも出ている。

## 技術

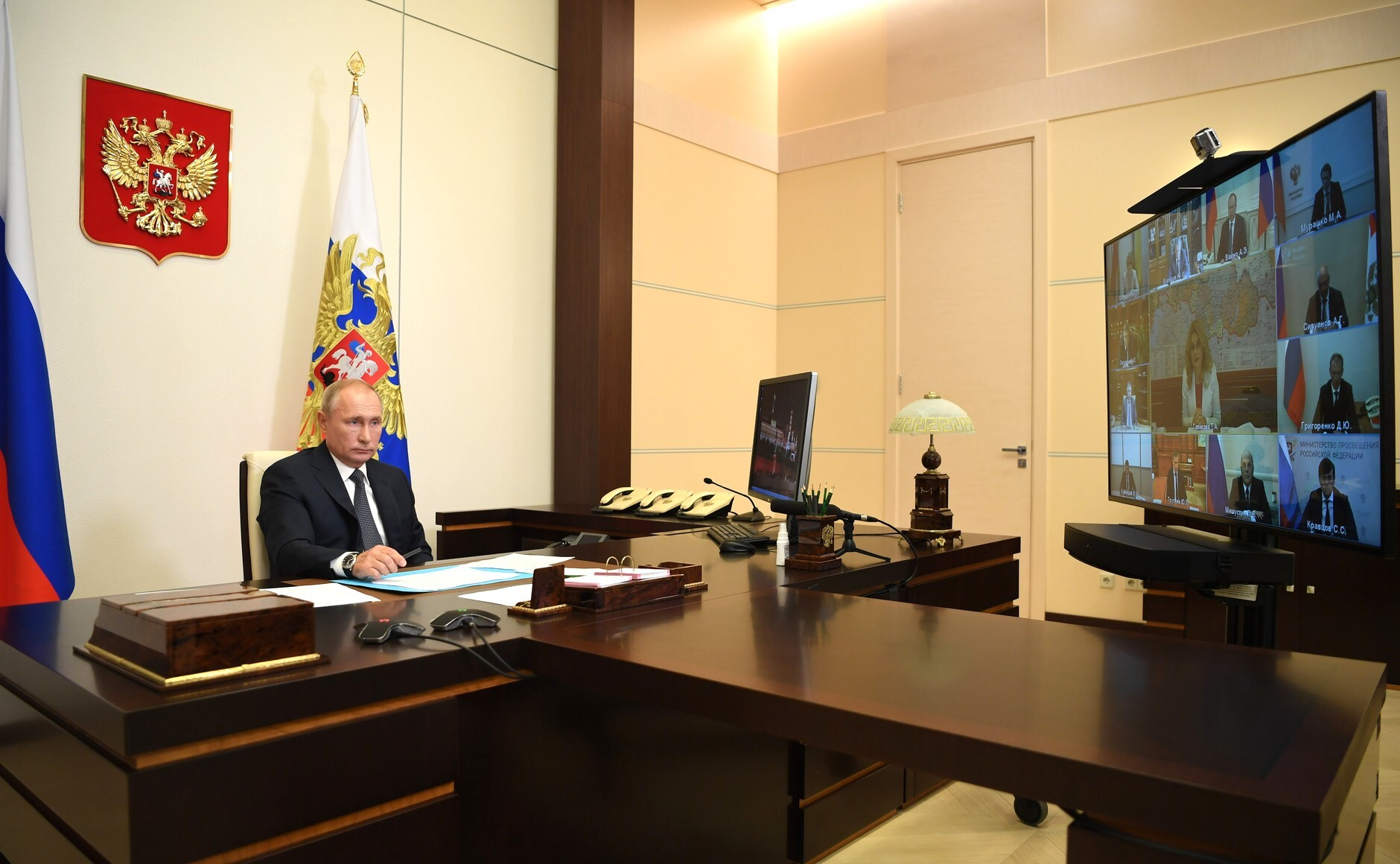
2020年8月11日、プーチン大統領はビデオ会議で政府関係者と会談し、条件付き登録されたCOVID-19ワクチンを発表した。

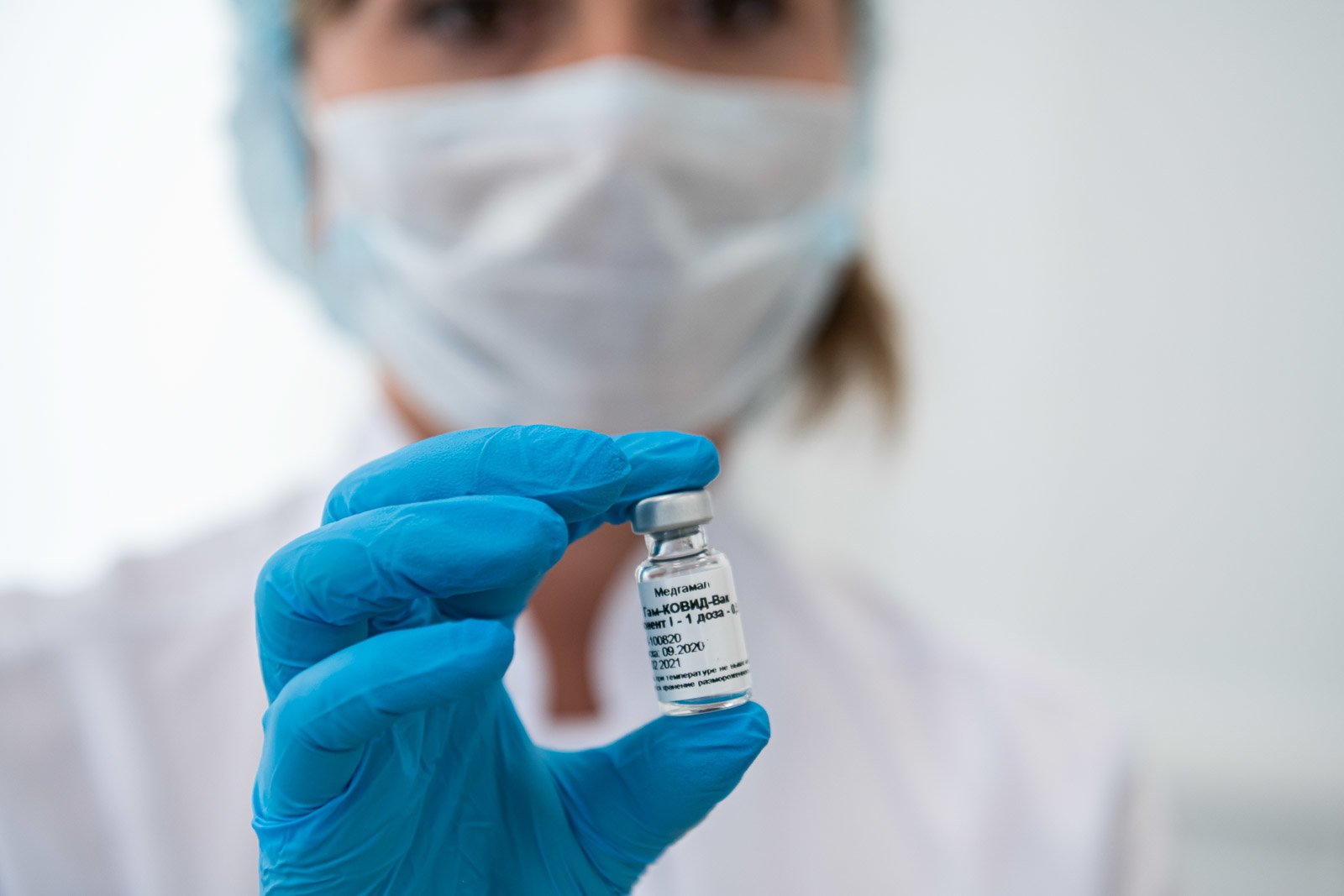
ワクチンを手にするモスクワの医療従事者

Gam-COVID-Vacは、免疫応答を刺激するためにSARS-CoV-2の完全長スパイクタンパク質（S）をコードする遺伝子を含む、2つのヒトアデノウイルス（普通感冒ウイルス）に基づくウイルス2ベクターワクチンである。Gam-COVID-Vacワクチンは、政府が支援するガマレヤ記念国立疫学・微生物学研究センターの細胞微生物学チームによって開発された。このグループは、エボラウイルスやMERSコロナウイルスのワクチンにも取り組んだMDでRAS準会員のDenis Logunovによって率いられた。
組換えアデノウイルス血清型26および5の両方がワクチンのベクターとして使用される。これらはバイオテクノロジー由来であり、SARS-CoV-2 Sタンパク質cDNAを含む。どちらも三角筋に投与され、初日にAd26ワクチンが使用され、21日目に免疫応答を高めるためにAd5ワクチンが使用される。
ワクチンには冷凍（保存温度は2 - 8℃または36 - 46°F）と凍結乾燥（Gam-COVID-Vac-Lyo、保存温度は2 - 8℃または36 - 4°F）の剤形がある。最初の剤形は大規模使用のために開発されたもので、より安価で製造が容易である。凍結乾燥製剤の製造は、保存および輸送には便利であるが、はるかに多くの時間と資源を要する。Gam-COVID-Vac-Lyoは、ロシアの到達困難な地域へのワクチン配送のために特別に開発された。ガマレヤ記念国立疫学・微生物学研究センターのAlexander Ginzburg所長は、国内の資源が十分であると仮定した場合、ロシアの人口の大部分にワクチンを接種するには9 - 12か月かかると見積もっている。

## 臨床研究

### 第I-II相
6月18日に第I相安全性試験が開始された。9月4日、第I-II相試験の76名の被験者に関するデータが発表され、安全性と免疫反応の予備的な証拠が示された。この結果は、国際的なワクチン科学者から、多くの試験被験者が同一データを報告していたため、不完全で、疑わしく、信頼性がないとの反論を受けたが、著者らは、サンプルサイズが9人と小さく、用量設定の測定結果は離散的な値（800、1600、3200、6400）しか取れないと回答した。これらの値が、3 - 4週間後に定常に達する傾向があるという観察と相まって、著者らは、複数の参加者が21日 - 28日目までの間に、同じ結果を示す可能性は低くないと主張している。

### 第III相
2020年11月上旬、イスラエル・ハダッサ医療センター所長のZeev Rotstein教授は、モスクワのスコルコヴォ・イノベーションセンターにあるハダッサ支部が第III相臨床試験で協力していると述べた。
現在進行中の第III相臨床試験は、ロシアの首都モスクワで40,000人のボランティアを対象とした無作為化二重盲検プラセボ対照の多施設共同臨床試験で、2021年5月まで実施される予定である。2020 - 2021年にかけ、ベラルーシ、UAE、インド、ベネズエラでも第III相臨床試験が実施されていた。
 
2021年2月2日、モスクワ試験の中間分析結果がランセット誌に発表され、2回目のワクチン接種後の有効率は91.6％（95％信頼区間85.6 - 95.2）であり、異常な副作用もなかったことが示された。試験は2020年9月7日に凍結液状ワクチンを用いて開始され、2020年11月24日の2回目のデータベースロックまでのデータ解析が行われた。この試験の60歳以上の被験者（最高齢は87歳）は、全年齢で実質的に同等の有効性（91.8％）を示した。最低年齢の被験者は18歳だった。

### スプートニク-アストラゼネカCOVID-19ワクチン試験
2020年12月21日、ロシア直接投資基金、ガマレヤ記念国立疫学・微生物学研究センター、アストラゼネカ、Rファームは、ガマレヤ記念国立疫学・微生物学研究センターが開発したスプートニクVワクチンの構成成分の一つと、アストラゼネカとオックスフォード大学が開発したAZD1222ワクチンの構成成分の一つを組み合わせて使用した場合の免疫原性と安全性を評価する臨床研究プログラムの開発と実施を目的とした合意書に署名した。研究プログラムは複数の国で6カ月間実施され、1回の研究プログラムに100人のボランティアが参加する予定である。2021年2月9日、アゼルバイジャン共和国保健省は、アストラゼネカ社が開発したワクチンとスプートニクVワクチンを組み合わせた臨床試験の実施を認め、2021年2月末までに試験を開始することを表明した。

### スプートニク・ライト
スプートニク・ライト（英: Sputnik Light、ロシア語: Спутник Лайт）は、ガマレヤ疫学・微生物学研究所が開発した単回投与のCOVID-19ワクチンである。実際には、Ad26ベクターをベースにしたスプートニクVワクチンの1回目の投与で構成されており、通常の冷蔵庫の温度である2 - 8℃（36 - 46°F）で保存できる。同研究所によると、このバージョンのワクチン有効性は79.4%で、急性の流行が見られる地域に理想的で、より多くの人々に迅速にワクチンを接種することができる。

## 組成
このワクチンは、2つの成分から構成されている。両方の有効成分は、異なる血清型（第1成分は血清型26、第2成分は血清型5）の改変（組換え）複製欠損アデノウイルスであり、SARS-CoV-2のSタンパク質発現遺伝子を含むように改変されている。
その他の成分（賦形剤）は、両成分で定量的にも定性的にも同じである。
- トリス-(ヒドロキシルメチル)-アミノメタン
- 塩化ナトリウム
- スクロース
- 塩化マグネシウム六水和物
- 二ナトリウムEDTA二水和物（緩衝液）
- ポリソルベート80
- エタノール95%
- 水

公式データシートによると、他のアジュバントを含め、それ以上の構成要素や成分がワクチンに含まれるべきではない。

## 歴史
2020年5月、ガマレヤ記念国立疫学・微生物学研究センターは、重篤な副作用のないワクチンを開発したと発表した。2020年8月までに、2つの臨床試験（それぞれ38人の被験者が参加）の第I相と第II相が終了した。そのうちの1つだけが、この製剤を使用しており、後に限定的な条件下で販売承認を得た。このワクチンは、世界初の人工衛星にちなんで「スプートニクV」という商品名が付けられた。
前臨床および臨床試験の間に、Gam-COVID-Vacワクチンの1回または2回の投与を受けた38人の被験者は、ウイルス粒子を不活化する強力な中和抗体を含む、SARS-CoV-2のスパイクタンパク質に対する抗体を産生した。2020年8月11日、ロシアのミハイル・ムラシュコ保健相は、ウラジーミル・プーチン大統領が参加した政府のブリーフィングで、ワクチンの広範な使用を承認したと発表した。ワクチンの国家登録は、ロシア連邦政府の政令に基づき、市販後の措置を講じて「条件付き」で実施された。ワクチンの登録証明書には、2021年1月1日まではロシアで広く使用できず、それ以前は、医療従事者や高齢者などの「脆弱なグループの少数の国民」に提供される可能性があると記載されたと、保健省の広報担当者は述べている。登録番号ЛП-006395（LP-006395）のライセンスは、8月11日にロシア保健省が発行した。この発表はワクチン候補が第III相臨床試験に入る前に行われたが、他の国でも「条件付き」での販売許可の慣行は存在する。8月26日、凍結乾燥製剤「Gam-COVID-Vac-Lyo」について、登録番号 ЛП-006423（LP-006423）が発行された。
Gam-COVID-Vacの商用リリースは、2020年9月に予定されていた。10月、ミハイル・ムラシュコ保健相が「Gam-COVID-Vacは量産開始後、ロシア国民全員に無料で提供される」と述べた。その後、ロシア保健省は、2つの成分の工場出荷価格の上限を1,942ルーブルとして登録し、必須医薬品の国家リストに追加した。また、ロシアの全国予防接種カレンダーにこのワクチンを含めることも提案された。
ロシアのメディアによると、Gam-COVID-Vacの量産は8月15日までに開始された。その時点までに、ロシア連邦は既に20カ国から10億用量のワクチン供給の申請を受けている。3つの施設は、それぞれ月に約100万用量を生産することができ、冬までに能力を倍増させる可能性がある。同組織の広報担当者へのインタビューによると、2020年末までに、ガマレヤ記念国立疫学・微生物学研究センターの生産は300万 - 500万用量の生産が計画されていた。

## 科学的評価
2020年8月11日、世界保健機関（WHO）の広報担当者は、「あらゆるワクチンの事前適合化には、必要なすべての安全性と有効性のデータの厳密なレビューと評価が含まれている」と述べた。WHOのアシスタントディレクターは、「これらのすべての段階を遵守した上で、これらのすべての段階を経なければ、ワクチンや医薬品を使用することはできない」と述べている。
ユニバーシティ・カレッジ・ロンドンの遺伝学者Francois Ballouxは、ロシア政府がGam-COVID-Vacを承認したことを「無謀で愚かな決定」と呼んだ。フィラデルフィア小児病院ワクチン教育センター長のPaul Offit教授は、今回の発表を「政治的な煽り」と特徴づけ、未試験のワクチンは非常に有害である可能性があると述べた。
インド医学研究評議会のBalram Bhargavaは、ロシアは初期段階でCOVID-19ワクチン候補をファストトラック（優先的な承認プロセス）に乗せたと述べた。
リーズ大学医学部のStephen Griffin准教授は、スパイク蛋白質を標的とするSARS-CoV2ワクチンが有効なのは手堅く前向きだと述べた。そのうえ、スプートニク抗原は別の治療法を介して、すなわち製剤化されたRNAではなく、無効化されたアデノウイルスを使用して送達されるため、おそらく1つまたは他の方法の面で柔軟性を提供し、特定の年齢層や民族などでより良い応答を提供する。そしてこのワクチンの保存はもっと簡単になると述べた。
ロンドン大学衛生熱帯医学大学院のStephen Evans教授は、「このデータは、ワクチンが適度に有効であることを示している。これらの結果は、他のワクチンの結果と一致している。というのも、この病気（COVID-19）はワクチンで対処できるということが、世界の保健科学者にとって本当に大きなメッセージだからある。」と述べた。
レスター大学の臨床ウイルス学者Julian Tangは、次のように述べている。「このロシアのスプートニクVワクチンが、第III相試験のデータに先だって広範囲に展開されたことについて、以前からの懸念にもかかわらず、このアプローチは現在はある程度正当化されている。」
レディング大学のウイルス学教授Ian Jonesとロンドン大学衛生熱帯医学大学院のウイルス学教授兼講座長Polly Royは、2021年2月にランセット誌に掲載された第III相の結果について、「スプートニクVワクチンの開発は、見苦しいほどの急ぎ足、手抜き、透明性の欠如などで批判されてきた。しかし、ここで報告された結果は明確であり、ワクチン接種の科学的原理が実証されたことは、別のワクチンがCOVID-19の発生率を減らすため戦いに参加できることを意味している。」と述べた。
ウィスター研究所のワクチン科学者Hildegund C. J. Ertlは、2021年2月2日に発表された第III相の結果に対し「素晴らしい。良好な安全性プロファイル、全年齢層で90％以上の有効性、重篤な疾患や死亡に対する100％の有効性、冷蔵庫に保存でき、低コスト。これ以上何を望むだろうか？」と述べた。
専門家による事前審査によると、「Gam-COVID-Vac凍結乾燥製剤は、天然痘ワクチンに類似しており、ファイザー-バイオンテック社およびモデルナ社のそれぞれのワクチンに必要とされる継続的なコールドチェーンまたはコールドチェーン保存庫の必要性を回避する。ワクチン変質のリスクを低減しながら、遠隔地への輸送を可能にする。」

## 配布、ワクチン接種および国民の認識

### 初期の認識
2020年8月にレジェ社がカナダ人を対象に実施した世論調査では、ロシアのワクチンを無料で提供された場合には受けると答えた人が14％だったのに対し、過半数（68％）が受けないと回答している。アメリカ人に同じ質問をしたところ、59％がロシアワクチンを受けないと回答したのに対し、無料で接種すると回答したのは24％である。
2020年9月現在、世論調査によると、ロシアの人口のうち、自発的にワクチンを接種する人は半数に過ぎない。 
- イギリスとアメリカの当局者は、Gam-COVID-Vacワクチンは、通常の厳格なワクチン臨床試験のプロセスが守られていないという懸念のために、拒否される可能性が高いと述べた[61]。ある公衆衛生専門家は、ロシア政府によるGam-COVID-Vacの迅速な承認は「手抜き」であり、もしワクチンが安全でないことや効果がないことが証明された場合、国民の信頼を損なう可能性があると述べている[8]。免疫学者のPeter Openshawは「承認を受けたワクチンが、その後有害であることが示されることで、ワクチンへの信頼が損なわれるという大きなリスクがある」と述べている[8]。

### ロシア

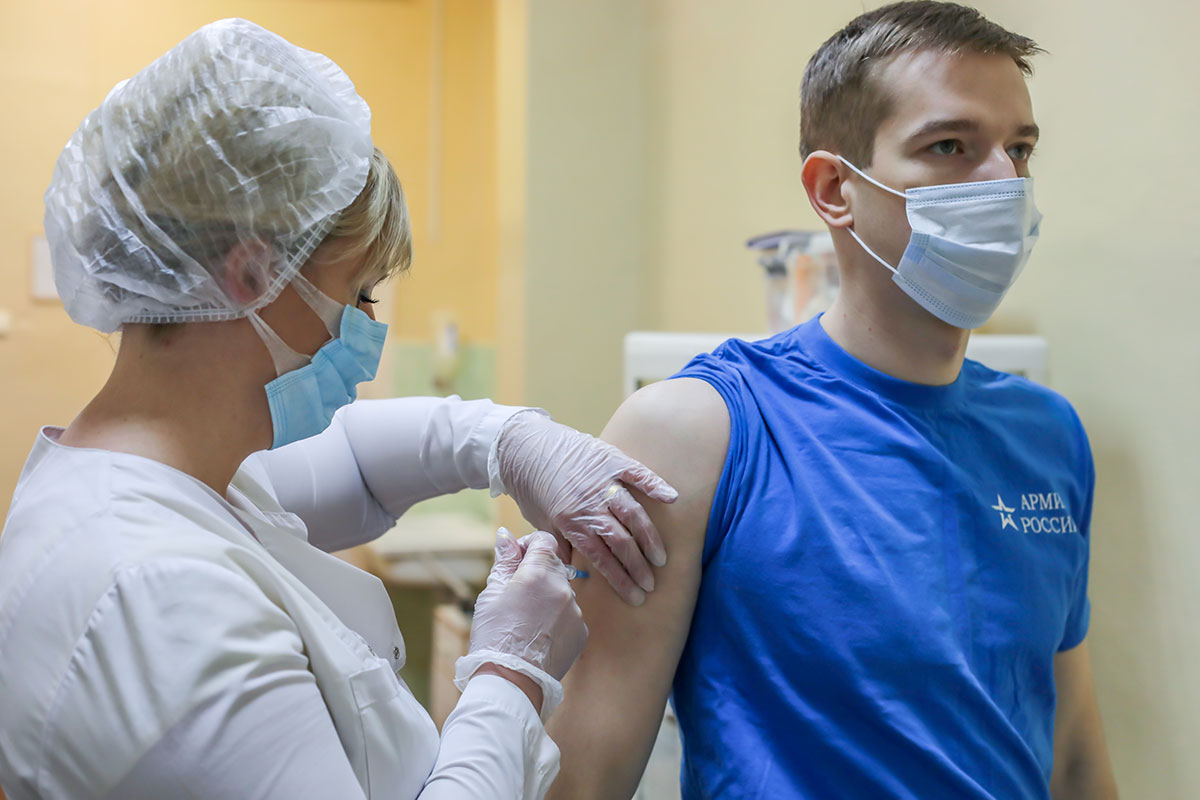
北方艦隊の軍人および民間専門家に対するGam-COVID-Vac（スプートニクV）薬剤の第2成分によるワクチン接種。

2020年12月初旬、連邦当局は、ロシア国民を対象にGam-COVID-Vacによる大規模な無料ワクチン接種を開始すると発表した。この予防接種は、2020年12月5日にモスクワにある70の医療センターで開始された。
医師をはじめとする医療従事者、教師、社会福祉士などは、病気にさらされるリスクが最も高いため、優先的に接種を受けられる。予防接種を受ける人の年齢は、当初60歳に制限されていたが、後にこの制限が解除された。
ワクチン未接種の人には「あなたは教育機関に勤務しており、COVID-19ワクチンを無料で接種することができる」という内容のテキストメッセージが送られた。対象者は、使用する約15分前に冷凍保存から取り出されたワクチンを接種する前に、健康状態について一般的な質問を受ける。対象者には、副作用の可能性について警告するリーフレットが手渡されるが、そのリーフレットによると、副作用は軽度のものが多く、せいぜい2 - 3日程度続くことを示唆している。特定の基礎疾患を持つ人、妊娠中の女性、過去2週間に呼吸器系の病気にかかったことがある人は、ワクチン接種が禁止されている。
2020年12月初旬、保健大臣のMikhail Murashkoは、ロシアは既に10万人以上の高リスクの人々にワクチンを接種していると述べた。そのうち4万人はスプートニクVの第III相試験のボランティアで、他にも6万人の医療従事者や医師もワクチンを接種している。ロシア直接投資基金の責任者であるKirill Dmitrievは、BBCとのインタビューで、ロシアの医療従事者は12月に約200万人にコロナウイルスの予防接種を行うと予想していると述べた。
2020年12月初旬までは、Generium社（Pharmstandard社が管理）とBinnopharm社（AFK Sistema社が管理）がGam-COVID-Vacを大規模に生産していた。同ワクチンはまた、BIOCAD社が生産することも期待されている。ロシアのメディアによると、これらの供給者は2020年12月末までに50万本のワクチンを流通させるという。12月10日、タチアナ・ゴリコワ副首相は、スプートニクVワクチンの約690万用量が2021年2月末までにロシアの民間に流通すると発表した。モスクワ市長のセルゲイ・ソビャーニンは、新たに開設したモスクワに拠点を置くRファームがロシアのスプートニクV型コロナウイルスワクチンの主要メーカーとなることを発表した。この工場はフル稼働しており、月に最大1,000万用量のワクチンを生産する予定である。
2021年3月23日、ロシア政府はロシア連邦大統領ウラジーミル・プーチンがワクチンを接種したことを発表したが、スプートニクVをはじめとする3種類の国産ワクチンのうちの1つであるとしてワクチン名は「いずれも完全に安全で効果的だ」として明かさず、「カメラの前で接種するのはプーチンは好きではない」として接種する場面も公表しなかった。が、同年6月放送の「ウラジーミル・プーチンとの直通ライン」内で、自らが接種されたワクチンがスプートニクVだったと明かした。

### 海外
ロシア直接投資基金（RDIF）によると、2020年12月の時点で12億用量以上のワクチンの注文を受けている。50カ国以上から投与のリクエストがあり、世界市場向けの供給はインド、ブラジル、中国、韓国、ハンガリーなどのパートナーによって生産されている。ロシア当局によると、2020年8月時点で、ワクチンの入手を希望した国は少なくとも20カ国あったという。

濃い緑色は、数百万のスプートニクVを発注した国。薄緑色は、ワクチンの入手に関心を示している国、または試験を既に試験を行っている国である。

ロシアでは無料だが、国際市場では1回あたりの費用が10米ドル未満（1人にワクチンを接種するのに必要な2回分で20ドル未満）となり、他のメーカーのmRNAワクチンに比べてはるかに手頃な価格となる。同基金の責任者であるKirill Dmitrievは、ロシア以外では2021年に10億用量以上のワクチンが生産される見込みであると記者団に語った。
イスラエルのハダッサ医療センターは、150万 - 300万用量を入手するための了解覚書に署名した。アルゼンチンは2500万用量のワクチンを購入することで合意した。同ワクチンは12月下旬にアルゼンチンで登録および承認された。ブラジルのバイーア州もスプートニクVワクチンの第III相臨床試験を実施する契約を締結し、5,000万用量を購入してブラジル北東部で販売する計画である。
ドクター・レディーズ・ラボラトリーズ社は、インドで1億用量以上のワクチンを製造する契約を締結しており、2021年1月11日にインドの規制当局に中期試験のデータを提出し、後期試験への移行を推奨している。RDIFは、インドに1億用量、ウズベキスタンに3,500万用量、メキシコに3,200万用量、ネパールとエジプトにそれぞれ2,500万用量を販売する計画を発表した。
2021年1月21日、アルゼンチン大統領アルベルト・フェルナンデスは、当時承認されたばかりのスプートニクVによって、ラテンアメリカの指導者として初めてこの病気の予防接種を受け、同年4月3日にはウイルス検査で陽性となったことを明かして5日にプーチン大統領が見舞いの電話を行った。

### 緊急使用許可
2020年12月の時点で、ベラルーシとアルゼンチンがベクターに基づくワクチンの緊急使用許可を与えた。2021年1月21日、ハンガリーは、ペルシャ湾岸地域のアラブ首長国連邦と同様に、緊急使用のためのこのワクチンを登録した最初の欧州連合（EU）加盟国となった。
2021年1月19日、RDIFによると、ロシア当局は欧州連合へのスプートニクVの登録を申請した。2月10日、欧州医薬品庁（EMA）は、「同ワクチンの逐次審査や製造販売承認の申請を受けていない」と発表した。開発者は、ワクチンの逐次審査を検討することに関心を示しているだけであるが、EMAのヒト医薬品委員会（CHMP）とCOVID-19 EMAパンデミックタスクフォース（COVID-ETF）は、開発者が逐次審査プロセス開始の申請書を提出する前に、まず開発者と同意する必要がある。 
アルジェリア、ボリビア、セルビア、パレスチナ自治区、メキシコでも緊急使用が許可されている。
2021年1月25日、イランは本ワクチンを承認し、最高指導者のアリー・ハーメネイーが米国と英国からのワクチン輸入を禁止した後、モハンマド・ジャヴァード・ザリーフ外相は「近い将来」ワクチンの購入と共同生産を開始したいと述べた。
2021年2月時点、21カ国がスプートニクVの緊急使用を承認している。2021年7月29日時点で承認している69カ国・地域にはスロバキア、モルドバ、ベトナム、フィリピン、グアテマラ、トルコ、ケニア、カメルーンが含まれる。